# PGC 6240
 PGC 6240  المعروف أيضا باسم AM 0139-655 أو مجرة الوردة البيضاء وهي مجرة كبيرة جدا وقديمة تقع في كوكبة حية الماء الجنوبية، تبعد حوالي 345 مليون سنة ضوئية من الأرض.
تظهر مثل وردة بيضاء في السماء، المجرة لديها قذائف ضبابية من النجوم التي تدور حول مركزها مضيئة أما البعيدة عن المركز فتظهر منفصلة عن الوردة البيضاء.
عصر التجمعات الكروية في هذه المجرة متغير. وهي تشمل مجموعة من مجموعات صغيرة نسبيا من الكواكب حوالي 400 مليون سنة ضوئية، ومجموعة أخرى من كبار السن حوالي مليون سنة ضوئية وغيرها . أعمار اثنين من الأصغر سنا انحازت مع العصور بسبب القذائف حول المجرة السليمة. وهذا يشير إلى أن المجموعات الأصغر والقذائف شكلت في نوبات تشكيل النجوم بعد اندماج المجرة مع آخرى.

## وصلات خارجية
- PGC 6240 على موقع ويكي سكاي: DSS2, SDSS, GALEX, IRAS, Hydrogen α, X-Ray, Astrophoto, Sky Map, Articles and images